# Джон Чівер
Джон Чівер (англ. John Cheever); 27 травня 1912 — 18 червня 1982) — американський письменник. Іноді його називають «Чехов околиць» (англ. "the Chekhov of the suburbs").
Джон Чівер — автор багатьох романів. Найвідоміші з них «Вопшотська хроніка» (1957), «Скандал у Вопшоті» (1963), «Буллет-Парк» (1969). Знаний і як майстер новели. За збірку оповідань «Розповіді Джона Чівера», що вийшла в 1978 р., був удостоєний Пулітцерівської премії та премії Національного кола книжкових критиків.
29 квітня 1982 року, за шість тижнів до смерті, Чівер був нагороджений Національною медаллю за літературу від Американської академії мистецтв та літератури.

## Твори

### Оповідання та збірки
- Як живуть деякі люди (збірка), 1943
- Люди, місця та речі, які не з'являться у моєму наступному романі (збірка), 1961
- Возз'єднання, 1962
- Плавець, 1964
- Світ яблук (збірка), 1973
- Історії Джона Чівера (збірка), 1978

### Романи
- Вопшотська хроніка, 1957
- Скандал у Вопшоті 1963,
- Буллет-Парк, 1969
- Фальконер, 1977